# イソマルトース
イソマルトース (isomaltose) は、グルコース2分子が α1-6結合で結合した、二糖の一種である。デンプンの分岐部分に相当する。
固定分濃度60%以上の高濃度ブドウ糖液にグルコアミラーゼ(AspergillusまたはRhizopus由来)を作用させて生成される。外観は白色の結晶性粉末または粉末であり、う蝕原性の低い甘味料糖質である。消化酵素に消化吸収されずに消化管下部まで到達し、ビフィズス菌や乳酸菌に選択的に使用され、これらの有用菌の増殖作用を持つ。